# Élections législatives tongiennes de 2010
Des élections destinées à élire les 26 membres d'une Assemblée législative (Fale Alea) réformée se sont tenues aux Tonga le 25 novembre 2010. Bien que des scrutins de ce type se soient tenus depuis la fondation de l'État tongien moderne par la Constitution de 1875, celui de novembre 2010 sera en effet le premier à produire une assemblée dont la majorité des membres sont élus au suffrage universel direct par les citoyens. Ce vote constitue ainsi la mise en pratique des réformes démocratiques promises par le roi George Tupou V, qui renonce dans le même temps à la majeure partie de ses pouvoirs.
L'Assemblée existante, monocamérale, était jusqu'à présent composée de 30 membres, dont seuls 9 élus par les citoyens, 9 autres étant élus par (et parmi) trente-et-un membres de la haute noblesse, tandis que les 12 autres sièges étaient tenus par les dix membres du Conseil privé, et par deux gouverneurs régionaux siégeant ex officio. À la suite des réformes adoptées par le roi et l'Assemblée, cette dernière ne comptera plus que 26 membres, dont 17 élus par les citoyens ; la haute noblesse conserve le privilège d'élire les 9 autres. Le Premier ministre sera dorénavant élu par les députés (et non plus nommé par le roi), et exercera l'essentiel du pouvoir exécutif. Le souverain conservera néanmoins le pouvoir de dissoudre le gouvernement, et d'opposer son veto à la législation adoptée par le Parlement. Mais il n'exercera l'essentiel de ses pouvoirs exécutifs qu'en accord avec les "conseils" du Premier ministre issu de la majorité parlementaire ; en cela, la monarchie tonguienne adopte la convention constitutionnelle qui régit déjà les fonctions du monarque au Royaume-Uni, pays qui fut la source d'inspiration des institutions tonguiennes au XIXe siècle.
Le Premier ministre sortant, Feleti Sevele, quittait la politique et ne visait donc pas un nouveau mandat ; ces élections amèneraient donc à la désignation d’un nouveau premier ministre. Finalement, le 21 décembre, après des semaines de discussions entre les députés, ce fut Lord Tu‘ivakano, un représentant de la noblesse, qui fut élu Premier ministre par ces derniers, avec quatorze voix contre douze pour le roturier et représentant du peuple ‘Akilisi Pohiva.

## Origines
George Tupou V, devenu roi en septembre 2006, était partisan d'une évolution des institutions vers la démocratie. Son père et prédécesseur Taufa'ahau Tupou IV avait déjà, en février, nommé Premier ministre Feleti Sevele, membre « modéré » du mouvement pro-démocratique, le premier roturier à occuper ce poste, jusque lors réservé aux membres de la famille royale et de la haute noblesse. En novembre 2006, des manifestations en faveur de la démocratie dégénérèrent en émeutes à Nukuʻalofa, faisant huit morts lorsque des émeutiers se retrouvèrent prisonniers d'un bâtiment qu'ils avaient incendié. Dès lors, la conduite des réformes s'accéléra. En 2008, le roi promit de se décharger de ses pouvoirs, et que des élections en 2010 marqueraient une transition démocratique. Malgré les pressions populaires, l'instauration de la démocratie est essentiellement perçue comme une initiative du monarque.
Peu avant l'élection, lors d'un entretien avec Radio Australia, George Tupou V expliqua que les nouvelles dispositions institutionnelles conservaient l'essence de la Constitution introduite par George Tupou Ier en 1875, tout en la modernisant pour répondre à la nécessité pour tout État du XXIe siècle d'être une démocratie.

## Partis politiques
La politique tongienne, jusqu’alors dominée par la noblesse, ne s'appuie pas traditionnellement sur des partis politiques. Avant l'élection, la principale organisation était le Mouvement pour les droits de l’homme et la démocratie. En vue du scrutin, il constitua un Parti démocrate des Îles des Amis. Ce dernier indiqua que, s'il remportait l'élection, son président ‘Akilisi Pohiva deviendrait premier ministre et que celui-ci formerait le gouvernement. Il mettrait au clair les finances du royaume, trop opaques à ses yeux, et poursuivrait les réformes constitutionnelles en abolissant les sièges réservés à la noblesse au Parlement.

## Sondages
Un premier sondage, début novembre, indiqua que la préoccupation première des électeurs était l'économie - l'avenir des habitants, leur salaire, leur capacité à subvenir aux besoins de leurs enfants.
Un sondage quelques jours avant l'élection suggéra que les candidats des mouvements pro-démocratique pourraient peiner à obtenir suffisamment de sièges pour former une majorité parlementaire et constituer un gouvernement. Parmi les mieux connus de ces candidats, ‘Akilisi Pohiva et ‘Isileli Pulu, députés sortants, paraissaient nettement en tête dans leurs circonscriptions, mais d'autres tels Sitiveni Halapua ou Sangster Saulala semblaient n'arriver que deuxièmes. La Australian Broadcasting Corporation, commentant ce sondage, suggéra que les députés issus de la noblesse pourraient peut-être constituer une majorité avec des élus du peuple « connus pour être liés de près aux nobles », et qui semblaient avoir la faveur des électeurs dans certaines circonscriptions.
Pour autant, le Mouvement pour les droits de l’homme et la démocratie exprimait sa confiance, pensant remporter une majorité des dix-sept sièges ouverts aux élus du peuple.

## Résultats

### Représentants du peuple & élection du premier ministre
Les réformes ont créé dix-sept circonscriptions à siège unique, en lieu et place des cinq circonscriptions à sièges multiples utilisées lors des élections d'avril 2008. Dix de ces circonscriptions se trouvent à Tongatapu, trois à Vava'u, deux à Ha'apai, une à 'Eua et une aux Niuas,. Il y eut au total 147 candidats.
Le Parti démocrate des Îles des Amis fut le grand gagnant des élections, remportant douze de ces dix-sept sièges. Parmi ses élus furent ʻAkilisi Pohiva, ʻIsileli Pulu, Sangster Saulala, Semisi Sika, Semisi Tapueluelu et Sitiveni Halapua. Les cinq autres sièges revinrent à des candidats sans étiquette,,.
Les représentants de la noblesse étant convenus qu'un représentant du peuple devait être Premier ministre, ʻAkilisi Pohiva apparaissait comme de loin le candidat le plus probable à la suite de l'annonce des résultats. Les deux principaux autres prétendants au titre -le vice-Premier ministre sortant Viliami Tangi et l'ancien ministre de la Police Clive Edwards- avaient par ailleurs été battus dans leurs circonscriptions. N'étant plus députés, ils ne pouvaient prétendre à ce poste.
Des dissensions parmi les démocrates créèrent un temps d'incertitude, avant que le Parti démocrate ne déclare bénéficier du soutien de dix-huit députés, dont certains représentants de la noblesse.
L'élection du Premier ministre par le Parlement eut lieu le 21 décembre. Pohiva obtint douze voix, ceux des députés de son parti, tandis que les neuf nobles et l'ensemble des cinq roturiers sans étiquette, soit quatorze députés, soutinrent le noble Lord Tuʻivakano, qui devint donc Premier ministre, le premier de son pays à avoir été élu par le Parlement plutôt que nommé par le roi. Ce résultat a été décrit comme une apparente « victoire pour les traditionalistes » ; le journal australien The Age décrit Tuʻivakano comme étant un « conservateur ».
Liste complète des résultats par circonscription,
Tongatapu 1
| Candidat | Candidat                  | Parti                             | Voix             | Pourcentage | Résultat | Remarques       |
| -------- | ------------------------- | --------------------------------- | ---------------- | ----------- | -------- | --------------- |
|          | Poutele Kaho Tuʻihalamaka |                                   | 270              |             |          |                 |
|          | Soloni Lutui              |                                   | (non disponible) |             |          |                 |
|          | ʻEliesa Fifita            |                                   | 38               |             |          |                 |
|          | ʻAkilisi Pohiva           | Parti démocrate des Îles des Amis | 1657             |             | réélu    | Député sortant. |
|          | Sione Keuate Tupouniua    |                                   | (non disponible) |             |          |                 |
|          | Taniela Talifolau Palu    |                                   | 567              |             |          |                 |
|          | Siosifa Moala Taumoepeau  |                                   | 13               |             |          |                 |
|          | ʻInoke Fotu Huʻakau       |                                   | 105              |             |          |                 |

Tongatapu 2
| Candidat | Candidat                              | Parti                                         | Voix | Pourcentage | Résultat | Remarques                      |
| -------- | ------------------------------------- | --------------------------------------------- | ---- | ----------- | -------- | ------------------------------ |
|          | Tevita Kaituʻu Fotu                   |                                               | 49   |             |          |                                |
|          | Semisi Kioa Lafu Sika                 | Parti démocrate des Îles des Amis             | 849  |             | élu      |                                |
|          | Mele Teusivi ʻAmanaki                 | Parti démocrate travailliste                  | 65   |             |          |                                |
|          | Malia Viviena ʻAlisi Numia Taumoepeau |                                               | 306  |             |          |                                |
|          | Sione Tuʻitavake Fonua                | Parti pour une Construction nationale durable | 181  |             |          |                                |
|          | Semisi ʻUluʻave Mila                  |                                               | 12   |             |          |                                |
|          | Siale ʻAtaongo Puloka                 |                                               | 111  |             |          |                                |
|          | Sitafooti ʻAho                        |                                               | 26   |             |          |                                |
|          | Viliami Taʻu Tangi                    |                                               | 641  |             |          | Vice-Premier ministre sortant. |

Tongatapu 3
| Candidat | Candidat                      | Parti                             | Voix | Pourcentage | Résultat | Remarques                                     |
| -------- | ----------------------------- | --------------------------------- | ---- | ----------- | -------- | --------------------------------------------- |
|          | Pesalili Kailahi              |                                   | 23   |             |          |                                               |
|          | Sione ‘Uhilamoelangi Liava‘a  |                                   | 83   |             |          |                                               |
|          | Betty Blake                   | Parti démocrate travailliste      | 103  |             |          |                                               |
|          | Falakiko Karl Taufaeteau      |                                   | 35   |             |          |                                               |
|          | Viliami Takau                 |                                   | 289  |             |          |                                               |
|          | William Clive Edwards         | Parti démocrate populaire         | 681  |             |          | Député sortant. Ancien Ministre de la Police. |
|          | David Kaveinga Vaka           |                                   | 191  |             |          |                                               |
|          | Semisi Nauto Tuapasi ‘Ata‘ata |                                   | 12   |             |          |                                               |
|          | Penisimani Vea                |                                   | 257  |             |          |                                               |
|          | Sitiveni Halapua              | Parti démocrate des Îles des Amis | 1047 |             | élu      |                                               |

Tongatapu 4
| Candidat | Candidat                    | Parti                             | Voix | Pourcentage | Résultat | Remarques       |
| -------- | --------------------------- | --------------------------------- | ---- | ----------- | -------- | --------------- |
|          | Tupou M. Loto‘aniu          |                                   | 74   |             |          |                 |
|          | ‘Ahongalu Fusimalohi        |                                   | 223  |             |          |                 |
|          | ‘Etuate ‘Eniti Sakalia      |                                   | 215  |             |          |                 |
|          | Mele Tonga Savea Linda Ma‘u |                                   | 71   |             |          |                 |
|          | ‘Etika Koka                 |                                   | 302  |             |          |                 |
|          | Christopher Mafi            |                                   | 24   |             |          |                 |
|          | ‘Isileli Pulu               | Parti démocrate des Îles des Amis | 1274 |             | élu      | Député sortant. |

Tongatapu 5
| Candidat | Candidat                 | Parti          | Voix | Pourcentage | Résultat | Remarques |
| -------- | ------------------------ | -------------- | ---- | ----------- | -------- | --------- |
|          | ‘Ofa Tautuiaki           |                | 24   |             |          |           |
|          | Sione Langi Vailanu      |                | 98   |             |          |           |
|          | Siale Napa‘a Fihaki      |                | 302  |             |          |           |
|          | Hekisou Fifita           |                | 285  |             |          |           |
|          | ‘Aisake Valu Eke         | sans étiquette | 679  |             | élu      |           |
|          | Semisi Tongia            |                | 233  |             |          |           |
|          | Sitiveni Takaetali Finau |                | 46   |             |          |           |
|          | Sione Tu‘alau Mangisi    |                | 116  |             |          |           |
|          | Lopeti Senituli          |                | 155  |             |          |           |
|          | Sateki Finau             |                | 4    |             |          |           |
|          | Maliu Moeao Takai        |                | 616  |             |          |           |
|          | Pita Ikata‘ane Finaulahi |                | 19   |             |          |           |
|          | Sione V. Loseli          |                | 238  |             |          |           |

liste à compléter

### Représentants de la noblesse
Les trente-quatre électeurs appartenant à la haute noblesse et ayant cette prérogative élisent, le même jour, leurs neuf représentants. Trente-et-un de ces électeurs constituent la haute noblesse héréditaire, et pouvaient être élus par leurs pairs. Les trois autres sont des Law Lords (juges nommés par le roi à des titres de noblesse), auxquels un décret du 8 octobre 2010 accorde le droit de voter avec les nobles, mais pas le droit d'être parmi leurs élus.
Le taux de participation fut de 100 %. Les élus furent les suivants :
- Tongatapu (3 sièges)
  - Tu‘ikavano, élu avec treize voix.
  - Ma‘afu, réélu avec dix voix.
  - Vaea, élu avec huit voix.
- Ha‘apai (2 sièges)
  - Fakafanua, élu avec quatre voix.
  - Tu‘iha‘ateihio, réélu avec quatre voix.
- Vava‘u (2 sièges)
  - Tu‘i‘afitu, élu avec quatre voix.
  - Tu‘ilakepa, réélu avec quatre voix.
- ‘Eua (1 siège)
  - Lasike, réélu avec six voix.
- Niuatoputapu et Niuafo‘ou (1 siège partagé)
  - Fusitu‘a, élu avec une voix.

## Changements ultérieurs
Lord Fusituʻa (en), le représentant de la noblesse des îles Niuas, meurt le 24 avril 2014. Son fils, le nouveau Lord Fusituʻa, remporte l'élection partielle du 21 mai pour lui succéder,.